# St-Étienne du Marin

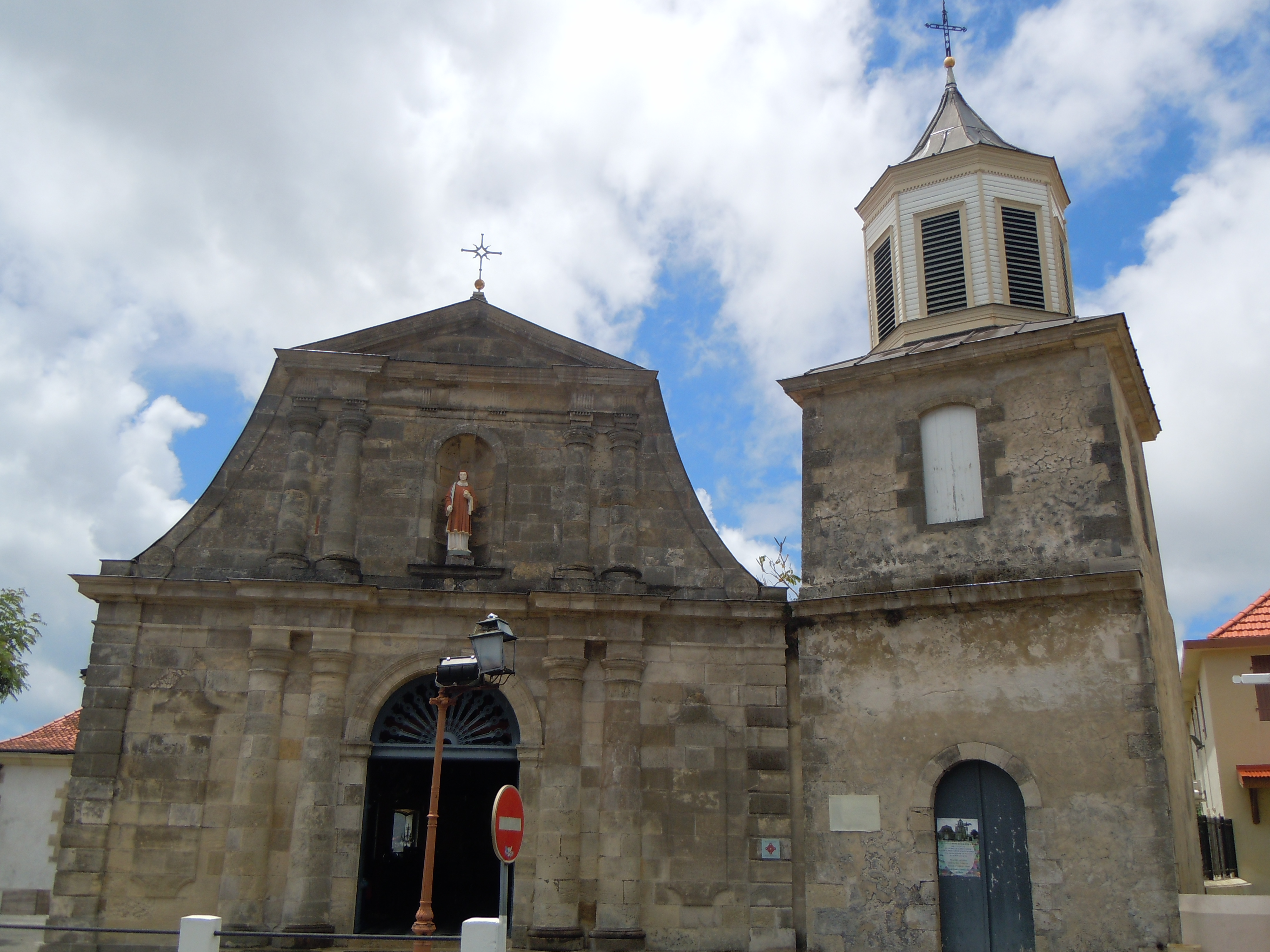
St-Étienne du Marin

Saint-Étienne du Marin ist ein im Jahr 1766 in der Kleinstadt Le Marin im französischen Überseedépartement Martinique (Antillen) errichteter, dem Heiligen Stephanus geweihter Sakralbau. Das Kirchengebäude, das ein bisher anonym gebliebener Architekt schuf, ist dem sogenannten jesuitischen Barockstil zuzuordnen, dem die römische Kirche Il Gesù als Vorbild dient.
Das im Besitz der Gemeinde befindliche Gotteshaus wurde vom französischen Kultusministerium am 18. Februar 1987 als Monument historique klassifiziert und unter Denkmalschutz gestellt.

## Architektur

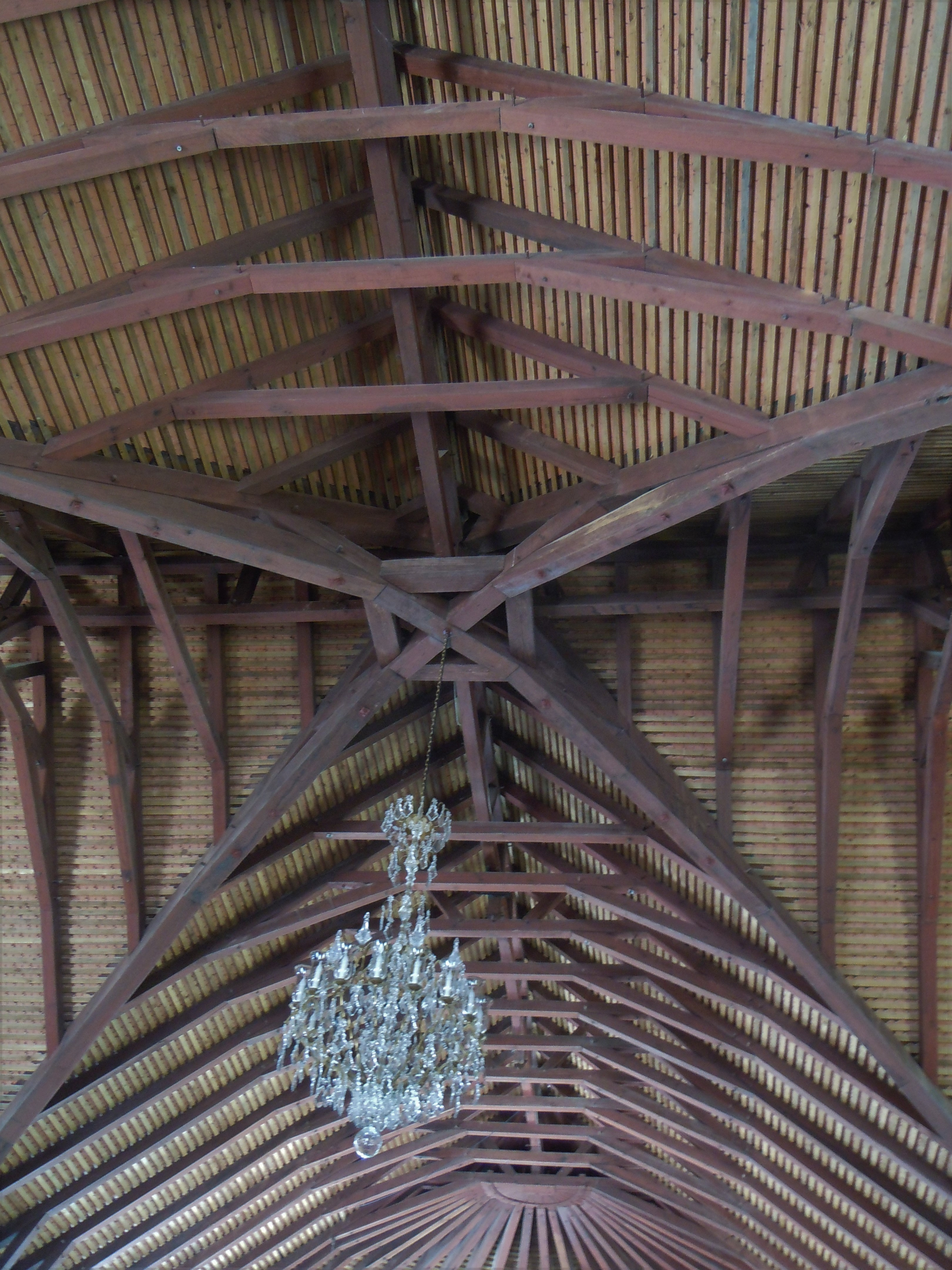
Decke des Kirchenschiffs

Die gedrungene Fassade weist in jedem der zwei Geschosse vier in jeweils zwei Paaren angeordnete toskanische Säulen auf, zwischen denen sich im ebenerdigen Geschoss das rundbogige Portal, im oberen eine Nische mit einer Statue des Kirchenpatrons befindet. Das seitlich abgerundete Obergeschoss verjüngt sich nach oben. Den krönenden Abschluss bildet ein Dreiecksgiebel.
An den Südrand dieser Fassade schließt sich in leichtem Winkel ein gewaltiger, über quadratischem Grundriss freistehender Glockenturm an, dessen zweites Geschoss den achteckigen Turm für die Aufnahme des Glockenstuhls trägt.
Bemerkenswert ist die hölzerne Decke des Kirchenschiffes in Form eines umgestülpten Bootskiels.

## Kirchenmobiliar
Der Chor von Saint-Étienne du Marin birgt einen prächtigen, denkmalgeschützten Hochaltar aus weißem Marmor mit sehenswerten Statuetten. Entgegen der Legende gelangte dieser nicht durch einen Schiffbruch vor der Küste von Le Marin in diese Kirche und war auch nicht für die Kathedrale von Lima bestimmt, sondern geht auf die großzügige Spende eines Herrn François Cornet zurück.